# Ascobulla japonica
Ascobulla japonica is een slakkensoort uit de familie van de Volvatellidae. De wetenschappelijke naam van de soort is voor het eerst geldig gepubliceerd in 1969 door Hamatani.